# Alexander Richards
Alexander Richards (12 de agosto de 1995) es un deportista estadounidense que compitió en remo.
Ganó una medalla de bronce en el Campeonato Mundial de Remo en Sala de 2019, en la prueba de 2000 m. Participó en los Juegos Olímpicos de Tokio 2020, ocupando el cuarto lugar en la prueba de ocho con timonel.

## Palmarés internacional
| Campeonato Mundial | Campeonato Mundial          | Campeonato Mundial | Campeonato Mundial |
| Año                | Lugar                       | Medalla            | Prueba             |
| ------------------ | --------------------------- | ------------------ | ------------------ |
| 2019               | Long Beach (Estados Unidos) | Medalla de bronce  | 2000 m             |